# 吴川市
吳川市是中国广东省湛江市下辖的一个县级市。位于广东省西南部，地处粤西最大河流鉴江下游，鉴江干流自北向南由化州市石宁入境，流经梅菉转折吴阳沙角漩出南海，是南海之滨，市人民政府駐梅菉街道文明路10号。
吳川市是广东省著名的古商埠。广湛高速公路、325国道和茂湛铁路贯穿全境，境内有国家二级口岸吴川港，附近有湛江港、茂名水东港。此外，湛江吴川机场选址吴川。

## 历史
秦属象郡地，西汉初归于南越国，后属合浦郡地。隋代開皇九年（598年）始置吴川县，以县境东有吴川水而得名。清初梅菉有9街12巷經營18個行業，竹欄街排首位，其後枕鑒江，上游信宜、高州的竹木順流下漂流到竹欄街起運，竹木貿易聚集，亦帶動梅菉搭棚業的產生和興旺，使梅菉搭棚工藝成為遠近聞名的粵西建築一絕。
1953年合并了梅茂县，县城由黃坡迁梅菉。1994年撤县设市。城区有梅菉、海滨、博铺、大山江、塘尾等五个街道办事处，中共吴川市委、吴川市政府所在地梅菉为鉴江畔的内河港口，历史悠久，近代以来商业繁荣，民国时期曾为广东省辖梅菉市。吴川古县城为吴阳，一直到清末民初。清代状元林召棠为吴阳霞街人。民国时期吴川县城数度变化，曾经在黄坡、塘缀、龙头（今属湛江市坡头区）。

## 地理
吴川全境地势低平，海岸线全长70.02公里，年平均气温23.4℃、年平均日照时数为1972.1小时、年平均降水量为1568.1毫米。境内水网密布，鉴江横贯南北，袂花江、梅江、三丫江、塘河、板桥河、乌泥河等江河均流入鉴江，每年过境水量达55.5亿立方米，皆汇入南海。

## 经济
沿海有黄坡港、博茂港等渔业码头。工业以食品机械制造、制糖、酿酒、化工、陶瓷、建筑、塑料鞋、羽绒等行业为主。农业主产水稻、花生、黄麻、甘蔗，盛产海蜇、沙螺、米蟹等水产品。而吳川的搭棚工搭棚技術堪稱一絕，用毛竹、杉木和竹篾，合理運用力學，可巧妙地搭出從10多米到80多米高不等的棚架，後隨著輕質鋼管棚架的運用，傳統技術鮮有人學。

## 交通
汕湛高速、 吴湛高速、 228国道、 325国道橫貫全境， 茂湛高速公路從市境北部越過；博茂、黃坡港是國家二級口裝卸口岸。茂湛铁路在吴川设有吴川站。粤西沿海高速铁路过境。 湛江吴川机场為新建的湛江對外機場

## 文化
民间艺术丰富多彩，飘色、泥塑、花桥被称为“吴川三绝”。
紮牌樓、搭花橋花塔，是吳川梅菉傳統元宵民俗文化，也展現了當地搭棚這一傳統非遺工藝。千禧年時當局考慮節日交通疏導，曾取消搭花塔，2018年農曆新年就在吳川鼎龍灣水上樂園恢復搭建。
傳統梅菉花塔用竹搭架，輔以木板成型，不設塔基，完全由民間棚工逐條竹料高空搭建。花塔成形後外飾燈光重彩，可達七八層樓之高，可以讓百人同時登塔。

## 行政区划
吴川市下辖5个街道办事处、10个镇：
梅菉街道、塘尾街道、大山江街道、博铺街道、海滨街道、浅水镇、长岐镇、覃巴镇、王村港镇、振文镇、樟铺镇、吴阳镇、塘缀镇、黄坡镇和兰石镇。

## 人口
根据第七次全国人口普查数据，截至2020年11月1日零时，吴川常住人口为907354人。

## 特产
吴川月饼：国家地理标志产品。